# Моаподібні

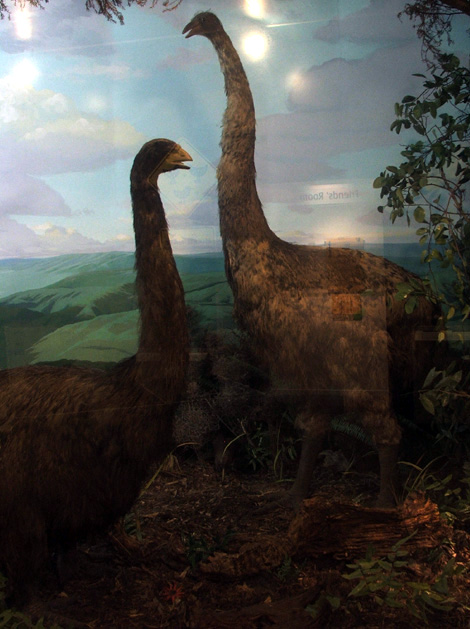
Реконструкція двох видів моа, Otago Museum

Моаподібні (Dinornithiformes) — ряд вимерлих птахів.
Страусоподібні вимерлі птахи, які населяли обидва острови Нової Зеландії. Описано 9 видів, які об'єднують у 3 родини. Найбільш стародавні знахідки відносяться до міоцену (10−20 млн років).

## Зауваження щодо систематики
Нерідко моа розглядають як родину Dinornithidae ряду Страусоподібні (Struthioniformes).
Тривалий час вважали, що моа, ймовірно, близькі до ряду ківіподібних. Результати аналізу ДНК у статті, опублікованій у 2005 р. показали, що моа дуже близькі до австралійських ему та казуарів. Результати досліджень, опубліковані у 2010 р. свідчать, що найближчими сучасними родичами моа є тинаму.
- Ряд †Dinornithiformes — моаподібні
  - Родина Dinornithidae — моєві
    - Рід Dinornis — моа
      - Dinornis novaezealandiae (Північний острів, Нова Зеландія)
      - Dinornis robustus (Південний острів, Нова Зеландія)

  - Родина Emeidae
    - Рід Anomalopteryx
      - Anomalopteryx didiformis (Південний острів, Нова Зеландія)

    - Рід Euryapteryx — широкодзьобий моа
      - Euryapteryx curtus (Північний острів, Нова Зеландія) — моа широкодзьобий

    - Рід Emeus
      - Emeus crassus (Південний острів, Нова Зеландія)

    - Рід Pachyornis
      - Pachyornis australis (Південний острів, Нова Зеландія)
      - Pachyornis geranoides (Північний острів, Нова Зеландія)
      - Pachyornis elephantopus (Південний острів, Нова Зеландія)

  - Родина Megalapterygidae
    - Рід Megalapteryx — південний моа
      - Megalapteryx didinus (Південний острів, Нова Зеландія) — моа південний

## Морфологія

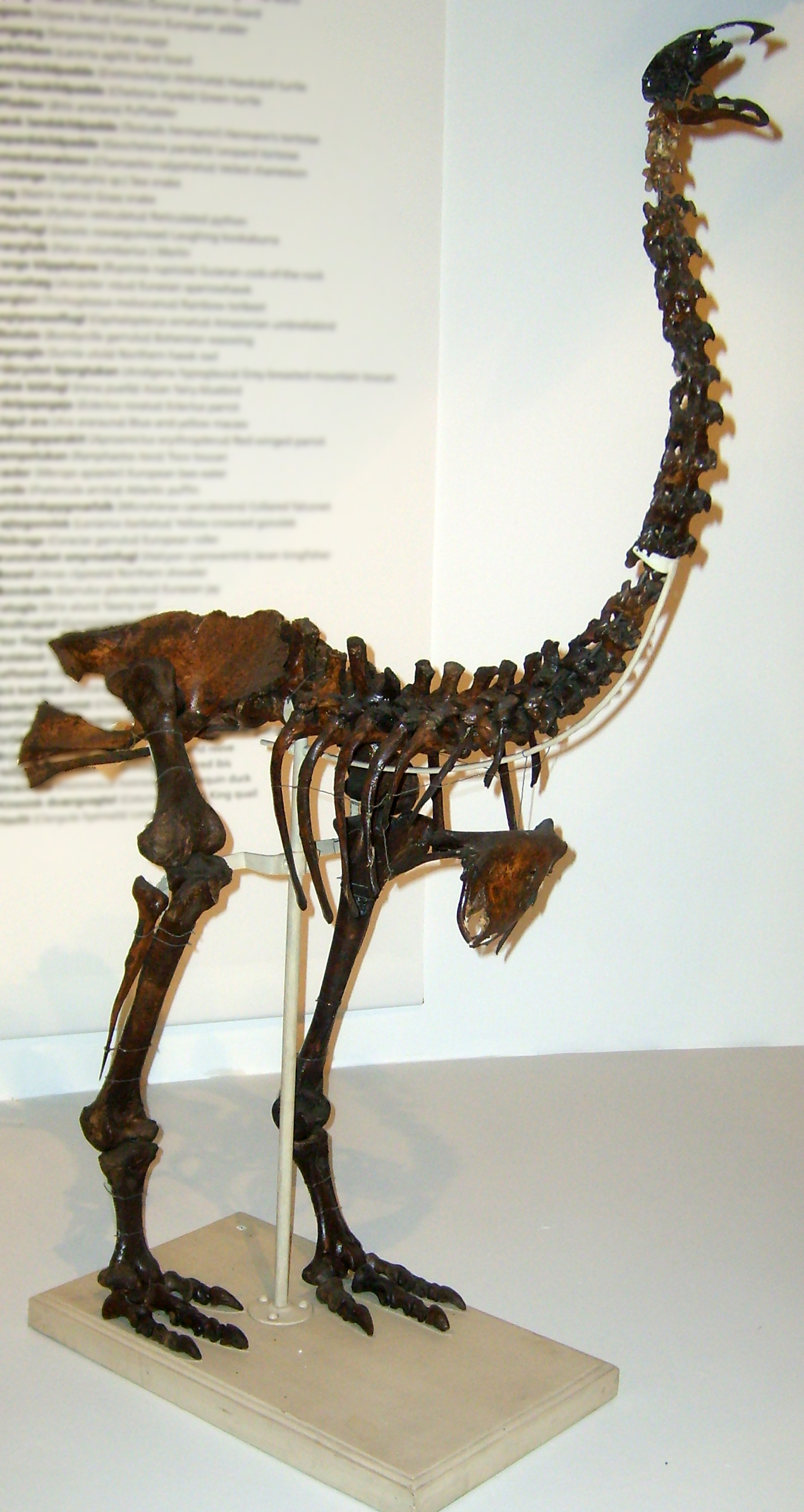
Скелет Emeus crassus, зоологічний музей Копенгагена

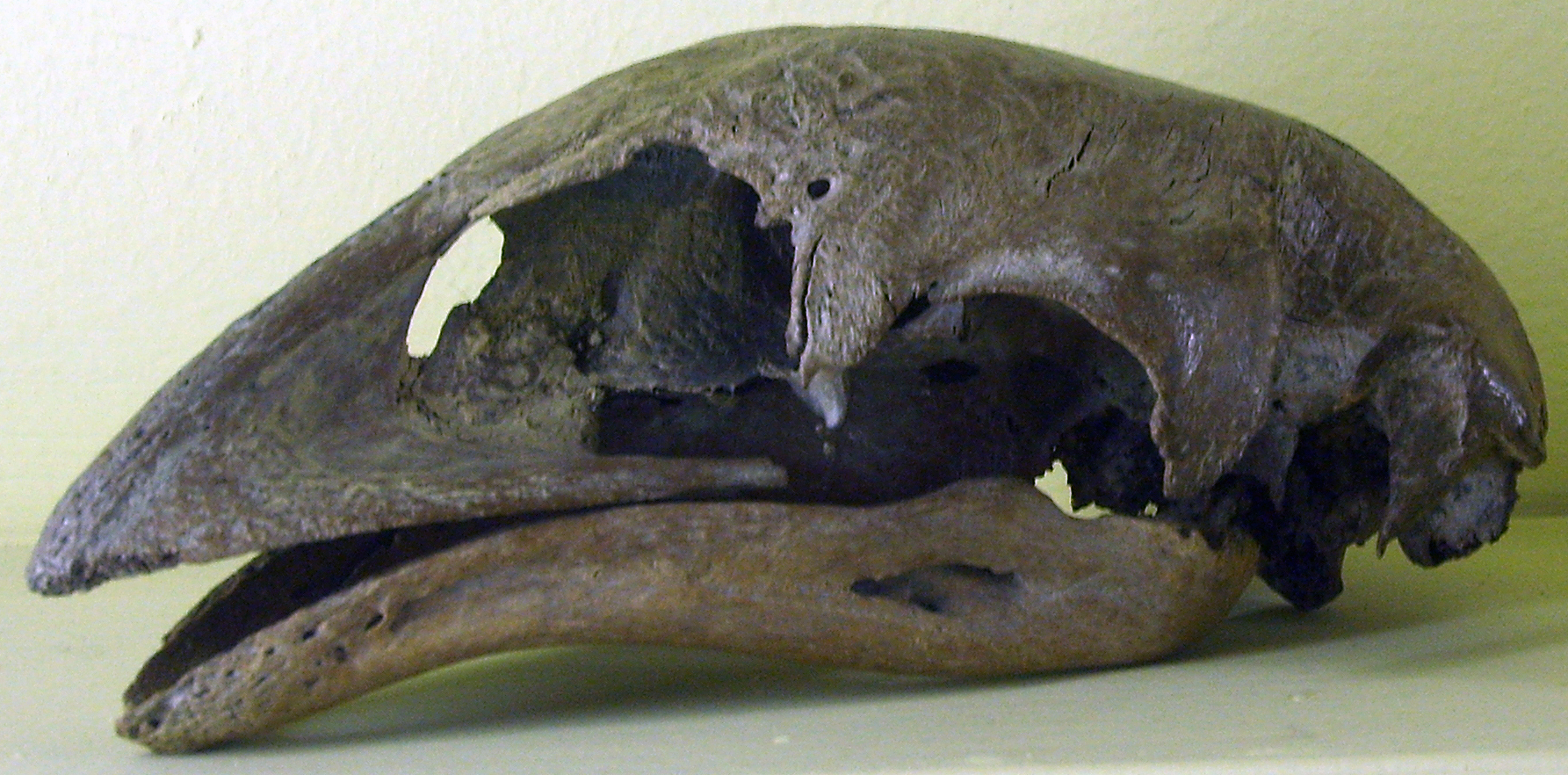
Череп Dinornis giganteus у природознавчому музеї Берліна

Висота дрібних видів близько 1 м, найбільшого Dinornis maximus H. − близько 3,1 м (ймовірна вага − 400 кг). Характерні широкий сплющений череп з коротким дзьобом, у частини видів прямим, в інших — з невеликим гачком на кінці. Грудина опукла, без слідів килю. Коракоїд та лопатка зливають, дуже малі, вони не утворюють суглобової западини для плеча. Скелет крила, ймовірно, повністю редукований. Таз широкий, дуже потужний. Цівка відносно коротка (зазвичай коротша стегна). Добре розвинені 3 спрямованих уперед пальці; задній палець малий та у частини видів редукований. Кільця трахеї стають кістковими. Оперення дуже подібне до оперення ему (виявлені окремі пера та уривки шкіри з пір'ям) як за забарвленням, так і за структурою пера: добре розвинутий додатковий стрижень, перо не має суцільного опахала.

## Яйця
Яйця відносно дрібні: найбільші з виявлених яєць були довжиною до 20−25 см та шириною 15−17 см та важили близько 2,5−3 кг (при подібних розмірах птахів яйця епіорнісів були приблизно у 4 рази більші).

## Вимирання

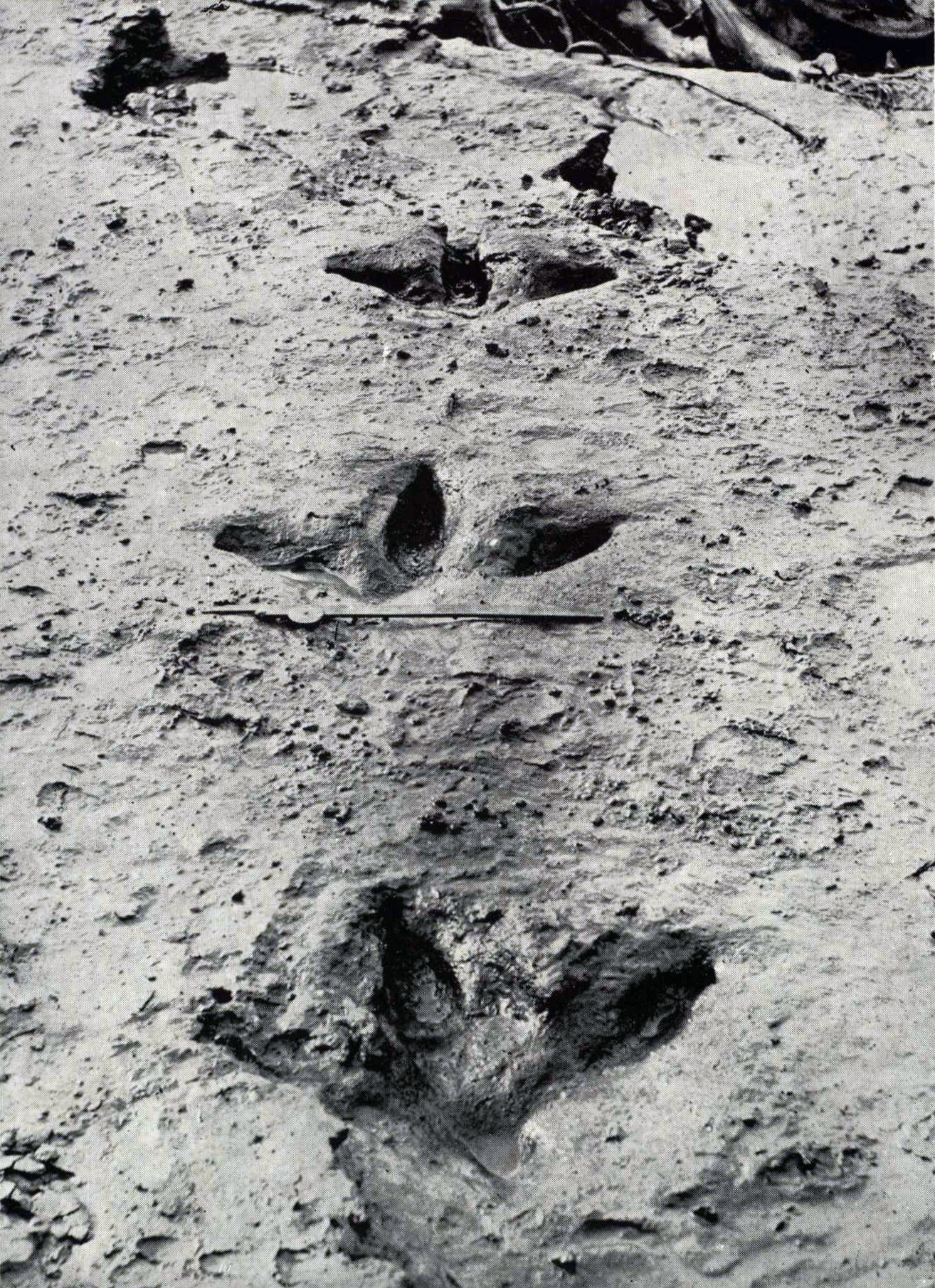
Відбитки лап моа, знайдені у 1911

Численні матеріали підтверджують, що не менше 10−13 видів жили у нашу еру. Про це свідчать залишки птахів (кістки, пір'я, яйця) на місцях стоянок мисливців-маорійців та в їхніх захованнях, а також часті згадування про цих птахів у легендах та переказах. Ймовірно, вимирання цих своєрідних великих нелітаючих птахів було головним чином пов'язане з прямим переслідуванням з боку людини. Більшість видів були винищені до середини XIV ст. (люди з'явилися у Новій Зеландії в IX−X ст.). На південному острові у глухих лісах останні моа, ймовірно, зустрічалися навіть у XVIII ст., а можливо і пізніше (рід Megalapteryx).